# ペルソナQ シャドウ オブ ザ ラビリンス
『ペルソナQ シャドウ オブ ザ ラビリンス』（ペルソナキュー シャドウ オブ ザ ラビリンス、PERSONAQ SHADOW OF THE LABYRINTH）は、 アトラスより2014年6月5日に発売されたニンテンドー3DS用ゲームソフト。アメリカでは同年11月25日、ヨーロッパでは同年11月28日に発売。

## 概要
略称は「PQ」。アトラス社のRPG作品「ペルソナシリーズ」の1作品であり、同シリーズの『ペルソナ3』と『ペルソナ4』の登場人物が作品の垣根を越えて一堂に会し、不思議な世界を共に探るクロスオーバーの手法を採っている。登場キャラクターの外見はチビキャラにデフォルメされている。
システム的には主柱となる部分にアトラス社の別シリーズ作「世界樹の迷宮シリーズ」の要素を採用。マッピングをしながら迷宮を探索するシステムを受け継ぎつつ、従来のペルソナシリーズのシステム「ペルソナ」も採用している。

## ストーリー
後述する二人の主人公の一方を「リーダー」に選ぶ事で序盤の導入部は異なる。途中で二つの物語は合流するが、最終的には異なる展開となる。
『ペルソナ3』サイド・序
エリザベスが待つベルベットルームを訪れた主人公はイゴール不在で二人きりになった時、奇妙な既視感を覚える。風邪で寮に臥していた筈なのに「彼」と出逢った。二人は「彼」と「ある事件」の記憶を辿っていく。数日前、主人公が通う「月光館学園」文化祭が台風で中止に。仲間たち「特別課外活動部」が残念がっていると、どこからともなく不思議な鐘の音が聞こえる。突然真っ暗になったかと思うと、彼らは全員、ベルベットルームにワープしている。彼らはベルベットルームごと異変に巻き込まれるが何とか持ちこたえる。しかし気が付くと、そこは見知らぬ高校の文化祭会場だった。事態の把握のために様子を伺っていると、同じ年代の高校生たちが現れる。マーガレットの、「ベルベットルームでは、意味のないことは起こらない」という言葉のもと、シャドウの気配がする部屋へはいっていく。
『ペルソナ4』サイド・序
マーガレットが待つベルベットルームの中で主人公はイゴール不在の中、彼女から近い内「変わった事件に巻き込まれる」と告げられる。その時会ったこともない筈の「彼」の声が二人の心を揺さぶった。後日、主人公と仲間たちが結成している「特別捜査隊」が「八十神高校」文化祭を楽しんでいると、時計塔から鐘の音が響き渡る。八十神高校には時計塔など無いのだが、「鐘の音を最後まで聞くと命を落とす」という物騒なウワサがあったため主人公たちは「シャドウ」の仕業だと身構える。とりあえず高校内を捜索してみると、見慣れない学校の制服を来た同年代の高校生たちと機械少女を見つける。話を聞いてみると彼らも怪しい鐘の音を聞いて元いた学園からこの場所にいきなり来てしまったという。
合流
やがて「特別課外活動部」と「特別捜査隊」は異世界に飛ばされてしまう。「八十神高校」に酷似しつつ、有り得ない時計塔が立ち迷宮と化した世界からの脱出を試みる彼らの前に、記憶を失った少年・善と少女・玲が現れる。彼らと合流し、少年少女達は迷宮の最深部へと足を踏み入れるのだった。

## システム
マッピング
タッチパネル画面に表示された方眼に、プレイヤーがマップを書き込んでいく。基本的には世界樹の迷宮シリーズ準拠だが、オートパイロットで同じ道の往復が可能になっていたり、抜け道アイコンが自動で矢印アイコンに変わるなど、全体的に使いやすくブラッシュアップされている。コンフィグでオートマッピングをONにすると、移動に合わせて壁も自動で書き込まれる。
また、各フロアに踏破率100％で開く宝箱が設置されており、便利なアイテムが入手できる。踏破率が100％未満でも、ゲームコインを消費すれば開く事が可能。
ペルソナ
ペルソナ使いでない善と玲を除く全員（P3・P4主人公含む）は、メインペルソナの他に付け替え自由のサブペルソナを装備できる。仲間のペルソナを付け替えが出来る点は『ペルソナ2』以来である。
メインペルソナは各キャラ固有で変更できないが、アイテムのスキルカードを使って任意のスキルを覚えさせる事ができる他、他のペルソナが習得しない専用スキルを1つ修得する。
サブペルソナは『ペルソナ3』、『ペルソナ4』で主人公が使いわけていたペルソナと同じような物。戦闘後に取得したり、ベルベットルームでペルソナ合体を行って入手する。メインペルソナにないスキルを付与できる他、HPとSPにボーナスが得られる為、長所の強化や短所の補強、汎用性の確保などが行える。
戦闘
世界樹の迷宮シリーズ準拠で、最大5キャラが前・後衛に分かれてパーティを組む。それに伴い、ペルソナシリーズとはスキルの範囲や射程が変更されている物が多く、世界樹の迷宮の特徴的なシステムである「封じ」なども導入されている。
敵の弱点を突く攻撃をしたりクリティカルヒットを出すと、敵をダウンさせて行動をキャンセルさせる事がある他、そのキャラがBOOST状態になる。BOOST状態のキャラは、次のターンでの行動速度が上昇しスキルの消費が0になる、追撃や総攻撃が起こりやすくなる、戦闘終了時にBOOST状態のキャラが多いほどペルソナがドロップしやすい、といったメリットがある。
また、リーダーは戦闘で上昇するゲージを使って回復や補助を行うリーダースキルを使う事ができる。これはリーダー個人の行動とは別カウントになるが、リーダーが行動不可能な場合は使えない。使用できるリーダースキルは、戦闘時のナビゲーターに依存する。
サブペルソナで増加するHPとSPは探索時には計算されず、戦闘時のみ加算される。戦闘での消費がサブペルソナでの増加分以内で収まった場合は、元のHPとSPは戦闘開始時のまま維持される。
校舎
「狭間の地」と呼ばれる異世界で、八十神高校そっくりの校舎が拠点となる。アイテムの売買、回復、依頼の受領と報告、ペルソナ合体は全てここで行う。
また、ダンジョンの探索進行度や依頼の受諾により、校内散策でキャラ同士の掛け合いを見る事ができる。

## 登場人物
特定の条件を満たすと、プレイヤー達のメインペルソナの転生が出来るようになり、特殊なスキルを取得可能となる。また、一部のプレイヤーはメインペルソナが進化せず、新たなスキルを取得可能となる。

### ペルソナ3
P3主人公（デフォルト名なし）
声 - 石田彰
メインペルソナ - オルフェウス → メサイア
武器 - 片手剣
本作の『ペルソナ3』サイドの主人公。月光館学園に転入してきた高校2年生の少年。PVやスクリーンショットで使用されている名前は漫画版の「有里 湊（ありさと みなと）」である。
岳羽 ゆかり（たけば ゆかり）
声 - 豊口めぐみ
メインペルソナ - イオ → イシス
武器 - 弓
勝気で明るく前向きな性格の少女。
伊織 順平（いおり じゅんぺい）
声 - 鳥海浩輔
メインペルソナ - ヘルメス → トリスメギストス
武器 - 両手剣
明るくお調子者な性格の少年。
真田 明彦（さなだ あきひこ）
声 - 緑川光
メインペルソナ - ポリデュークス → カエサル
武器 - ナックル
ボクシング部で主将を務めている少年。
桐条 美鶴（きりじょう みつる）
声 - 田中理恵
メインペルソナ - ペンテレシア → アルテミシア
武器 - 突剣
凛とした性格の生徒会長である少女。
アイギス
声 - 坂本真綾
メインペルソナ - パラディオン → アテナ
武器 - 重火器
シャドウを制圧するために作られた人型兵器の少女ロボット。
天田 乾（あまだ けん）
声 - 緒方恵美
メインペルソナ - ネメシス → カーラ・ネミ
武器 - 槍
ペルソナ使いとしての適性を持つ小学生の少年。
コロマル / 虎狼丸（ころうまる）
メインペルソナ - ケルベロス
武器 - 短剣
主人を事故で亡くした後は野良犬として暮らしていた犬。
荒垣 真次郎（あらがき しんじろう）
声 - 中井和哉
メインペルソナ - カストール
武器 - 鈍器
月光館学園をとある理由で休学している少年。
山岸 風花（やまぎし ふうか）
声 - 能登麻美子
メインペルソナ - ルキア → ユノ
武器 - なし
引っ込み思案で仲間を支援している少女。

### ペルソナ4
P4主人公（デフォルト名なし）
声 - 浪川大輔
メインペルソナ - イザナギ → イザナギノオオカミ
武器 - 両手剣
本作の『ペルソナ4』サイドの主人公。八十稲羽に引っ越してきた高校2年生の少年。PVやスクリーンショットで使用されている名前はテレビアニメ版とP4関連の「鳴上 悠（なるかみ ゆう）」である。
花村 陽介（はなむら ようすけ）
声 - 森久保祥太郎
メインペルソナ - ジライヤ → スサノオ
武器 - 短剣
陽気な性格のムードメーカーである少年。
里中 千枝（さとなか ちえ）
声 - 堀江由衣
メインペルソナ - トモエ → スズカゴンゲン
武器 - 靴
八十稲羽で生まれ育ったカンフー好きな少女。
天城 雪子（あまぎ ゆきこ）
声 - 小清水亜美
メインペルソナ - コノハナサクヤ → アマテラス
武器 - 扇
天城屋旅館の一人娘である少女。
巽 完二（たつみ かんじ）
声 - 関智一
メインペルソナ - タケミカヅチ → ロクテンマオウ
武器 - 厚板
不良のような雰囲気をした漢気あふれる少年。
白鐘 直斗（しろがね なおと）
声 - 朴璐美
メインペルソナ - スクナヒコナ → ヤマトタケル
武器 - 銃
代々探偵として活躍してきた家系出身の男装少女。
クマ
声 - 山口勝平
メインペルソナ - キントキドウジ → カムイ
武器 - 爪
着ぐるみのような雰囲気である謎の存在だが、中身は美少年である。
久慈川 りせ（くじかわ りせ）
声 - 釘宮理恵
メインペルソナ - ヒミコ → カンゼオン
武器 - なし
人気絶頂のアイドルである少女。

### 協力者
ペルソナ使いではないため、メインペルソナとサブペルソナを装備する事が出来ない。
善（ぜん） / クロノス
声 - 梶裕貴
メインペルソナ - なし
武器 - ボウガン
何者かに「八十神高校の1年生」という記憶以外を奪われた少年。玲と共に迷宮を当てもなく探索していたところ、ペルソナ使いの少年少女たちと出会う。
本名は「クロノス」。善という名は玲の付けた「死神」という名を上手く発音出来なかった事から変化させた。
玲を守りぬこうという意識が強すぎるためか、彼女に危機が及んだ場合は突っ走って周りが見えなくなる。
戦闘では玲と二人一組で行動し、攻撃を担当する。
玲（れい） / 二子（にこ）
声 - 名塚佳織
メインペルソナ - なし
武器 - なし
何者かに「八十神高校の1年生」という記憶以外を奪われた少女。善と共にペルソナ使いの少年少女たちと迷宮を脱出するために行動する。
本名は「二子」。玲という名は善の付けた「フィレイ」という名を上手く発音出来なかった事から変化させた。
ふわりとした風貌とミステリアスなオーラを併せ持つ。何処から持ってきているのかは不明だが、いつでもアメリカンドッグやドーナツを食べている。
戦闘では善と二人一組で行動し、回復を担当する。
玲の影
第4迷宮クリア後のイベントでは、善＝クロノスによって彼女の記憶が戻ったが死を恐れて負の感情に触れたことで一部を金色の瞳で変化されたシャドウ。そして本人である彼女の意思が変貌された時ではペルソナ使いの2人のリーダーであるP3主人公には初めてであり、P4主人公にはご存知である。

### 担当・ナビボイス
エリザベス
声 - 沢城みゆき
保健室に常駐しており、回復とクエスト管理を担当。
テオドア
声 - 諏訪部順一
てづくりこ～ぼ～に常駐しており、アイテムの売買と作成を担当。
マーガレット
声 - 大原さやか
ベルベットルームに常駐しており、ペルソナ合体関連を担当。
マリー
声 - 花澤香菜
ベルベットルームに常駐しており、すれちがい通信関連を担当。
堂島 菜々子（どうじま ななこ）
声 - 神田朱未
P4主人公の従妹。有料ダウンロードコンテンツを購入することによって、ナビボイスとして使用可能になる。

### 大型シャドウ
ハートの女王様
第一迷宮の番人。女王らしく傲慢な性格で相手を見下す態度を取る。
慈悲深い聖職者
第二迷宮の番人。牧師のような外見とは裏腹にラッパーのような口調で話す。
優しいドクター
第三迷宮の番人。
おともだち
第四迷宮の番人。玲にそっくりな少女が、抱えていた人形に取り込まれる形で変貌した兎のような姿のシャドウ。
玲を宿す蜘蛛
体内に玲を囚えた蜘蛛のような姿のシャドウ。
時計仕掛けの神
善が切り離したクロノスの力が実体を得た存在。かつての善と同じく時を刈ることを使命としている。
ゼウスと名乗る者
クエスト「フィナーレのお時間です」のボス。ペルソナとしてエリザベスの体を乗っ取った『世界樹の迷宮III 星海の来訪者』のアンドロ。フカビトとの大戦時に造られた規格外の性能を持つ十二体のうちの一個体という設定を持つ。

## 用語
F.O.E
マップ上で目視できる強力なシャドウの総称。本能に住まう偶像を意味する「フューシス・オイケイン・エイドロン」の略称。

## 主題歌
オープニングテーマ「MAZE OF LIFE」
作詞 - Benjamin Franklin / 作曲 - 目黒将司 / 歌 - 川村ゆみ、平田志穂子
エンディングテーマ「changing me」
作詞 - 木戶梓 / 作曲 - 喜多條敦志 / バイオリン演奏 - 松下絵美 / 歌 - 川村ゆみ、平田志穂子

## スタッフ
- プロデューサー - 橋野桂
- ディレクター - 金田大輔
- キャラクターデザイン - 副島成記
- シリーズサウンドディレクター - 目黒将司
- サウンドコンポーザー - 喜多條敦志

## 関連書籍

### 漫画版
- みずのもと『ペルソナQ シャドウ オブ ザ ラビリンス Side:P4』講談社。

1. 2015年9月、ISBN 978-4-06-376573-1
2. 2016年3月、ISBN 978-4-06-390613-4
3. 2017年6月、ISBN 978-4-06-390709-4
4. 2017年6月、ISBN 978-4-06-390710-0

『月刊少年シリウス』2015年3月号から2017年4月号まで連載。単行本は全4巻。戦闘描写はペルソナ能力のみで行っており、迷宮での出来事の他に漫画独自の展開も多い。
- 飛田漱『ペルソナQ シャドウ オブ ザ ラビリンス Side:P3』講談社。

1. 2015年9月、ISBN 978-4-06-395468-5
2. 2016年3月、ISBN 978-4-06-377433-7

『別冊少年マガジン』2015年3月号から2015年12月号まで連載。単行本は全2巻。ペルソナの他にゲームに登場した武器も使用され、迷宮内での謎解きなどを忠実に再現している。
- あかうめ『ペルソナQ シャドウ オブ ザ ラビリンス -Roundabout-』KADOKAWA。

1. 2015年7月、ISBN 978-4-04-865109-7
2. 2016年8月、ISBN 978-4-04-892258-6

『電撃マオウ』2014年10月号から2016年7月号まで連載。本作の日常を描いたショートコメディ。
- 『ペルソナQ シャドウ オブ ザ ラビリンス コミックアンソロジー』一迅社。

1. 2014年8月、ISBN 978-4-7580-0818-1
2. 2014年12月、ISBN 978-4-7580-0837-2

- 『ペルソナQ シャドウ オブ ザ ラビリンス 電撃コミックアンソロジー』KADOKAWA、2014年9月。ISBN 978-4-04-866793-7。
- タルタロス劇場

『電撃マオウ』・『ペルソナマガジン』で連載。作画は八十八良。ペルソナ3以降のシリーズを主なネタにしたギャグ系4コマ漫画。

### その他書籍
- ファミ通 編『ペルソナQ シャドウ オブ ザ ラビリンス 公式ガイド 〜ザ★前夜祭〜』KADOKAWA、2014年6月。ISBN 978-4-04-729748-7。
- ファミ通 編『ペルソナQ シャドウ オブ ザ ラビリンス 公式パーフェクトガイド』KADOKAWA、2014年7月。ISBN 978-4-04-729822-4。
- 『ペルソナQ シャドウ オブ ザ ラビリンス 公式設定資料集』KADOKAWA、2014年9月。ISBN 978-4-04-729941-2。